# Discografia di Amii Stewart
Questa voce elenca l'intera discografia italiana e fuori dall'Italia di Amii Stewart dal 1978 ad oggi.
La cantante statunitense ha pubblicato 16 album in studio, 8 raccolte e 40 singoli.
I primi tre album sono stati pubblicati dall'etichetta Hansa Records, distribuiti in Europa dalla Atlantic Records e in America dalla Ariola Records.
Nel 1983 si trasferisce in Italia, dove firma un contratto con la RCA italiana per cinque album.
Nel 1992 passa alla RTI Music, con la quale pubblica 4 album.
Nel 1999 pubblica l'album Unstoppable per la PolyGram/Universal Music.
Nel 2004 fonda una sua etichetta discografica dal nome Perle Nere, con la quale pubblica i suoi ultimi tre album in studio.
Tra i suoi singoli di maggior successo Knock on Wood, cover di un successo di Eddie Floyd che raggiunse la vetta dei singoli più venduti negli Stati Uniti e il sesto posto in Inghilterra, diventando un classico del genere disco ed un inno della comunità LGBT.
Dalla metà degli anni ottanta si è trasferita in Italia dove ha concentrato maggiormente la sua carriera, incidendo brani di successo come Grazie perché cover in italiano di We've Got Tonite, brano di Bob Seger, inciso in coppia con Gianni Morandi, Friends e Together, entrambi con la collaborazione di Mike Francis.

## Album

### Album in studio
| Knock on Wood - Pubblicazione: febbraio 1979 - Etichetta: Hansa, Atlantic, Ariola - Formato: LP, musicassetta, Stereo8  | 19 | 10 | 38 | 2  | 10 | 1 | 3  | - Stati Uniti: Oro - Canada: Platino |
| Paradise Bird - Pubblicazione: settembre 1979 - Etichetta: Hansa, Atlantic, Ariola - Formato: LP, musicassetta, Stereo8 | —  | —  | 84 | 69 | 8  | — | 11 |                                      |
| Images - Pubblicazione: aprile 1981 - Etichetta: Hansa, Ariola, Handshake - Formato: LP, musicassetta                   | —  | —  | —  | —  | —  | — | 49 |                                      |
| Amii Stewart - Pubblicazione: 1983 - Etichetta: RCA Victor - Formato: LP, musicassetta                                  | —  | —  | —  | —  | —  | — | —  |                                      |
| Try Love - Pubblicazione: 1984/1985 - Etichetta: RCA Victor - Formato: LP, musicassetta                                 | —  | —  | —  | —  | —  | — | —  |                                      |
| Amii - Pubblicazione: 1986 - Etichetta: RCA Victor, Ultraphone - Formato: CD, LP, musicassetta                          | —  | —  | —  | —  | —  | — | —  |                                      |
| Time for Fantasy - Pubblicazione: 1988 - Etichetta: RCA - Formato: CD, LP, musicassetta                                 | —  | —  | —  | —  | —  | — | —  |                                      |
| Pearls – Amii Stewart Sings Ennio Morricone - Pubblicazione: 1990 - Etichetta: RCA - Formato: CD, LP, musicassetta      | —  | —  | —  | —  | —  | — | —  |                                      |
| Magic - Pubblicazione: 1992 - Etichetta: RTI Music - Formato: CD, LP, musicassetta                                      | —  | —  | —  | —  | —  | — | —  |                                      |
| Lady to Ladies - Pubblicazione: 1994 - Etichetta: RTI Music - Formato: CD, musicassetta                                 | —  | 13 | —  | —  | —  | — | —  |                                      |
| The Men I Love - Pubblicazione: 1995 - Etichetta: RTI Music - Formato: CD, musicassetta                                 | —  | —  | —  | —  | —  | — | —  |                                      |
| Love Affair - Pubblicazione: 1996 - Etichetta: RTI Music - Formato: CD, musicassetta                                    | —  | —  | —  | —  | —  | — | —  |                                      |
| Unstoppable - Pubblicazione: 25 ottobre 1999 - Etichetta: Universal - Formato: CD                                       | —  | —  | —  | —  | —  | — | —  |                                      |
| Lady Day - Pubblicazione: 2004 - Etichetta: Perle Nere - Formato: CD                                                    | —  | —  | —  | —  | —  | — | —  |                                      |
| Caracciolo Street - Pubblicazione: 15 novembre 2010 - Etichetta: Perle Nere - Formato: download digitale                | —  | —  | —  | —  | —  | — | —  |                                      |
| Intense - Pubblicazione: 15 maggio 2012 - Etichetta: Perle Nere - Formato: CD, download digitale                        | —  | —  | —  | —  | —  | — | —  |                                      |
| "—" indica che l'album non si è classificato in quel Paese.                                                             |    |    |    |    |    |   |    |                                      |

### Album dal vivo
- In Concert for IBM in Malta (2000, Visco Disc)

### Remix album
- The Hits (1985, PRT/Hansa)

### Raccolte
- The Best of Amii Stewart (1985, RCA)
- Sometimes a Stranger (1993, Legend)
- All of Me (1995, RCA)
- Knock on Wood – The Best of Amii Stewart (1996, Hot Legends)
- The Hits & the Remixes (1997, Recall 2 cd)
- The Best Of (1998, Ricordi)
- The Greatest Hits (2005, Empire Musicwerks/Universal)
- Knock on Wood – The Anthology (2016, Sanctuary)

## Singoli
| Anno                                                                          | Titolo                                                | Classifiche | Classifiche | Classifiche | Classifiche | Classifiche | Classifiche | Classifiche | Classifiche | Classifiche | Classifiche | Classifiche | Classifiche | Classifiche | Classifiche | Certificazioni                                                  | Album di provenienza                        |
| Anno                                                                          | Titolo                                                | US          | US R&B      | ITA         | AUS         | BEL         | CAN         | FIN         | FRA         | GER         | NL          | NZ          | CH          | SVE         | UK          | Certificazioni                                                  | Album di provenienza                        |
| ----------------------------------------------------------------------------- | ----------------------------------------------------- | ----------- | ----------- | ----------- | ----------- | ----------- | ----------- | ----------- | ----------- | ----------- | ----------- | ----------- | ----------- | ----------- | ----------- | --------------------------------------------------------------- | ------------------------------------------- |
| 1978                                                                          | You Really Touched My Heart                           | —           | —           | —           | —           | —           | —           | —           | —           | —           | —           | —           | —           | —           | —           |                                                                 | Knock on Wood                               |
| 1978                                                                          | Knock on Wood                                         | 1           | 6           | 2           | 2           | 20          | 1           | 15          | —           | 13          | 10          | 3           | 2           | 5           | 6           | - Stati Uniti: Platino - Canada: Platino - Regno Unito: Argento | Knock on Wood                               |
| 1979                                                                          | Light My Fire/137 Disco Heaven"                       | 69          | 36          | —           | 14          | 30          | 58          | 27          | —           | 26          | —           | 39          | —           | 12          | 5           |                                                                 | Knock on Wood                               |
| 1979                                                                          | Jealousy                                              | —           | —           | 26          | —           | 18          | 68          | 4           | —           | 31          | 28          | —           | 5           | 8           | 58          |                                                                 | Paradise Bird                               |
| 1980                                                                          | The Letter/Paradise Bird                              | —           | —           | 21          | —           | —           | —           | —           | —           | 54          | —           | —           | —           | —           | —           |                                                                 | Paradise Bird                               |
| 1980                                                                          | My Guy/My Girl (con Johnny Bristol)                   | 63          | 76          | —           | —           | —           | 77          | —           | —           | —           | —           | —           | —           | —           | 39          |                                                                 | Images                                      |
| 1981                                                                          | Where Did Our Love Go                                 | —           | —           | —           | —           | —           | —           | —           | —           | —           | —           | —           | —           | —           | —           |                                                                 | Images                                      |
| 1981                                                                          | Rocky Woman                                           | —           | —           | —           | —           | —           | —           | —           | —           | —           | —           | —           | —           | —           | —           |                                                                 | —                                           |
| 1981                                                                          | Why'd You Have to Be So Sexy                          | —           | —           | —           | —           | —           | —           | —           | —           | —           | —           | —           | —           | —           | —           |                                                                 | Images                                      |
| 1981                                                                          | I'm Gonna Get Your Love                               | —           | —           | —           | —           | —           | —           | —           | —           | —           | —           | —           | —           | —           | —           |                                                                 | I'm Gonna Get Your Love                     |
| 1982                                                                          | Digital Love                                          | —           | —           | —           | —           | —           | —           | —           | —           | —           | —           | —           | —           | —           | —           |                                                                 | Images                                      |
| 1982                                                                          | Great Balls of Fire                                   | —           | —           | —           | —           | —           | —           | —           | —           | —           | —           | —           | —           | —           | —           |                                                                 | Images                                      |
| 1982                                                                          | Lay Back in the Groove                                | —           | —           | —           | —           | —           | —           | —           | —           | —           | —           | —           | —           | —           | —           |                                                                 | —                                           |
| 1983                                                                          | Working Late Tonight                                  | —           | —           | 23          | —           | —           | —           | —           | —           | —           | —           | —           | —           | —           | —           |                                                                 | Amii Stewart                                |
| 1983                                                                          | Bearobics (con l'Orso Paddington e Charles Augins)    | —           | —           | —           | —           | —           | —           | —           | —           | —           | —           | —           | —           | —           | —           |                                                                 | Paddington Bear's Magical Musical           |
| 1983                                                                          | Grazie perché (con Gianni Morandi)                    | —           | —           | 3           | —           | —           | —           | —           | —           | —           | —           | —           | —           | —           | —           |                                                                 | —                                           |
| 1984                                                                          | Friends                                               | —           | 46          | 1           | —           | —           | —           | —           | —           | —           | —           | —           | —           | —           | 12          |                                                                 | Try Love                                    |
| 1984                                                                          | I Gotta Have You Back/That Loving Feeling             | —           | —           | —           | —           | —           | —           | —           | —           | —           | —           | —           | —           | —           | 95          |                                                                 | Try Love                                    |
| 1985                                                                          | Try Love                                              | —           | —           | 45          | —           | —           | —           | —           | —           | —           | —           | —           | —           | —           | —           |                                                                 | Try Love                                    |
| 1985                                                                          | That Loving Feeling                                   | —           | —           | —           | —           | —           | —           | —           | —           | —           | —           | —           | —           | —           | —           |                                                                 | Try Love                                    |
| 1985                                                                          | Together (con Mike Francis)                           | —           | —           | 17          | —           | —           | —           | —           | —           | —           | —           | —           | —           | —           | —           |                                                                 | The Best of Amii Stewart                    |
| 1985                                                                          | Knock on Wood/Light My Fire/137 Disco Heaven" (remix) | —           | —           | —           | —           | 32          | —           | —           | —           | —           | —           | —           | —           | —           | 7           |                                                                 | The Hits                                    |
| 1985                                                                          | You Really Touched My Heart (remix)                   | —           | —           | —           | —           | —           | —           | —           | —           | —           | —           | —           | —           | —           | 89          |                                                                 | The Hits                                    |
| 1986                                                                          | My Guy/My Girl (con Deon Estus)                       | —           | —           | —           | —           | —           | —           | —           | —           | —           | —           | —           | —           | —           | 63          |                                                                 | The Hits                                    |
| 1986                                                                          | Time Is Tight                                         | —           | —           | 25          | —           | —           | —           | —           | —           | —           | —           | —           | —           | —           | —           |                                                                 | Amii                                        |
| 1986                                                                          | Love Ain't No Toy                                     | —           | —           | —           | —           | —           | —           | —           | —           | —           | —           | —           | —           | —           | 99          |                                                                 | Amii                                        |
| 1986                                                                          | Break These Chains                                    | —           | —           | —           | —           | —           | —           | —           | —           | —           | —           | —           | —           | —           | —           |                                                                 | Amii                                        |
| 1987                                                                          | It's Fantasy                                          | —           | —           | 22          | —           | —           | —           | —           | —           | —           | —           | —           | —           | —           | —           |                                                                 | Time for Fantasy                            |
| 1988                                                                          | I Still Believe                                       | —           | —           | —           | —           | —           | —           | —           | —           | —           | —           | —           | —           | —           | —           |                                                                 | Time for Fantasy                            |
| 1991                                                                          | Friends '91                                           | —           | —           | —           | —           | —           | —           | —           | —           | —           | —           | —           | —           | —           | —           |                                                                 | —                                           |
| 1991                                                                          | Extralarge                                            | —           | —           | —           | —           | —           | —           | —           | —           | —           | —           | —           | —           | —           | —           |                                                                 | Music from Detective Extralarge             |
| 1992                                                                          | Don't Be So Shy                                       | —           | —           | —           | —           | —           | —           | —           | —           | —           | —           | —           | —           | —           | —           |                                                                 | Magic                                       |
| 1993                                                                          | Don't Stop (Pushin')                                  | —           | —           | —           | —           | —           | —           | —           | —           | —           | —           | —           | —           | —           | —           |                                                                 | Magic                                       |
| 1993                                                                          | Desire                                                | —           | —           | —           | —           | —           | —           | —           | —           | —           | —           | —           | —           | —           | —           |                                                                 | Pearls – Amii Stewart Sings Ennio Morricone |
| 1998                                                                          | Knock on Wood '98                                     | —           | —           | —           | —           | —           | —           | —           | —           | —           | —           | —           | —           | —           | —           |                                                                 | —                                           |
| 1999                                                                          | Knock on Wood '99                                     | —           | —           | —           | —           | —           | —           | —           | 26          | —           | —           | —           | —           | —           | —           |                                                                 | Unstoppable                                 |
| 2009                                                                          | Precious Moments                                      | —           | —           | —           | —           | —           | —           | —           | —           | —           | —           | —           | —           | —           | —           |                                                                 | —                                           |
| 2010                                                                          | Con te                                                | —           | —           | —           | —           | —           | —           | —           | —           | —           | —           | —           | —           | —           | —           |                                                                 | —                                           |
| 2011                                                                          | Walking Africa (con la Walking Band)                  | —           | —           | —           | —           | —           | —           | —           | —           | —           | —           | —           | —           | —           | —           |                                                                 | —                                           |
| 2012                                                                          | Ordinary People                                       | —           | —           | —           | —           | —           | —           | —           | —           | —           | —           | —           | —           | —           | —           |                                                                 | Intense                                     |
| 2013                                                                          | Sunshine Girl (feat Gabry Ponte)                      | —           | —           | —           | —           | —           | —           | —           | —           | —           | —           | —           | —           | —           | —           |                                                                 | —                                           |
| 2022                                                                          | Perfectly Beautiful                                   | —           | —           | —           | —           | —           | —           | —           | —           | —           | —           | —           | —           | —           | —           |                                                                 | —                                           |
| 2024                                                                          | Friends (Amii's Version)                              | —           | —           | —           | —           | —           | —           | —           | —           | —           | —           | —           | —           | —           | —           |                                                                 | —                                           |
| 2024                                                                          | Love Ain't No Toy                                     | —           | —           | —           | —           | —           | —           | —           | —           | —           | —           | —           | —           | —           | —           |                                                                 | —                                           |
| 2025                                                                          | Mama                                                  | —           | —           | —           | —           | —           | —           | —           | —           | —           | —           | —           | —           | —           | —           |                                                                 | —                                           |
| "—" indica una pubblicazione non classificata o non pubblicata in quel Paese. |                                                       |             |             |             |             |             |             |             |             |             |             |             |             |             |             |                                                                 |                                             |